# Джилани, Хина
Хина Джилани (урду  حنا جیلانی  ‎؛ род. 1953, Лахор, провинция Пенджаб, Пакистан) — адвокат в Верховном суде Пакистана с 1992 года и правозащитник. Бывший специальный представитель Генерального секретаря ООН по работе с правозащитниками (2000—2008).
Хина Джилани начала заниматься юридической практикой ещё в 1979 году, когда Пакистан был ещё на военном положении после военного переворота 1958 года. Вместе с сестрой Асмой Джахангир открыла первую в истории Пакистана юридическую консультацию. Основала форум по проблемам женщин, организующего кампании за права женщин и изменение дискриминационных законов Пакистана. Джилани известна участием в судебных делах, в результате которых было улучшено положение уязвимых групп населения, включая женщин, представителей меньшинств, детей и заключенных. Соучредитель приюта для женщин «Дастак». Является учредителем Комиссии по правам человека в Пакистане.
С 2000 по 2008 год работала первым Специальным представителем Генерального секретаря Организации Объединенных Наций по вопросу о правозащитниках. На этом посту занималась рассмотрением нарушений прав человека и анализом опыта правозащитников во всем мире. В 2004 году Совет Безопасности ООН назначил Джилани членом Международной комиссии по расследованию Дарфурского конфликта. С 2006 по 2008 год Международная комиссия юристов назначала Джилани членом группы юристов по правам человека и борьбе с терроризмом, а в апреле 2009 года она была участницей Миссии ООН по установлению фактов в связи с событиями в Cекторе Газа. В 2013 году Джилани избрали в члены Международной комиссии юристов. Джилани входит в число «Старейшин» и руководящий совет Front Line Defenders.